# Pothos brassii
Pothos brassii är en kallaväxtart som beskrevs av Brian Laurence Burtt. Pothos brassii ingår i släktet Pothos och familjen kallaväxter. Inga underarter finns listade.